# Możajskoje (obwód wołogodzki)
Możajskoje (ros. Можайское) – wieś w Rosji, w rejonie wołogodzkim obwodu wołogodzkiego. W 2010 r. liczyła 817 mieszkańców.